# الشركة الجهوية للنقل بباجة
الشركة الجهوية للنقل بباجة شركة حكومية تونسية مكلفة بالنقل العمومي عبر الحافلات في ولاية باجة وبينها وولايات أخرى.